# Henrique Stuart, Lorde Darnley
Henrique Stuart (7 de dezembro de 1545 - 10 de fevereiro de 1567), Lorde Darnley, foi rei consorte da Escócia, através do seu casamento com a rainha Maria. Filho primogênito de Mateus Stewart, 4.º Conde de Lennox e de Margarida Douglas, neta de Henrique VII de Inglaterra, tornou-se Lorde ou Barão Darnley em 1565. Em 29 de julho de 1565 casou com a Rainha Maria da Escócia (1542-1587), filha de Jaime V, no Palácio de Holyrood em Edimburgo. Do casamento nasceu o futuro rei Jaime VI da Escócia e I da Inglaterra.
Por muito tempo, houve suspeitas de que Henrique teria sido morto por Jaime Hepburn, 4.º Conde de Bothwell a mandato de Maria Stuart, num atentado à bomba. Entretanto, em 2015, após quatro séculos de especulações, Maria foi inocentada do suposto assassinato de seu segundo marido.

## Início da vida

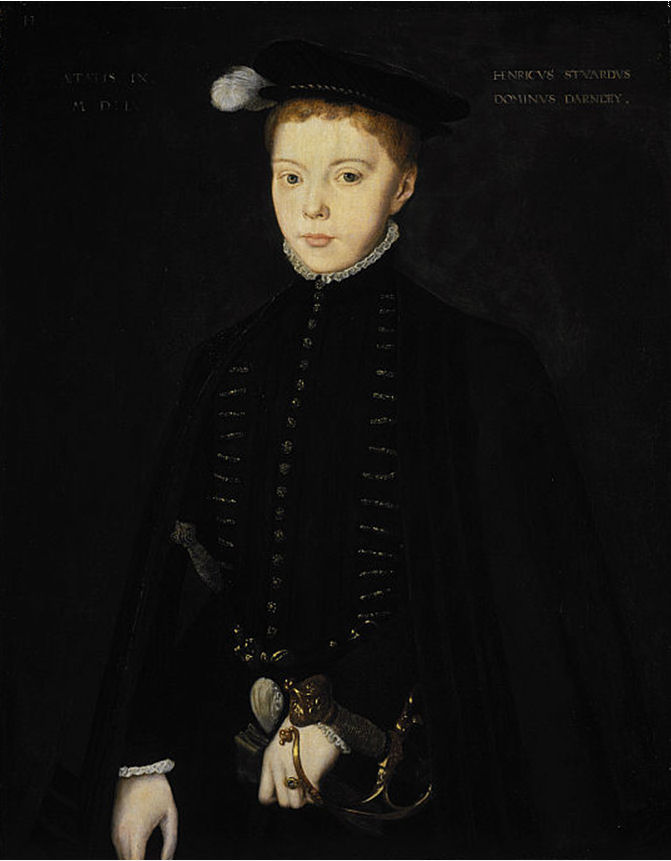
Lord Darnley, com cerca de nove anos, de Hans Eworth.

Henrique Stuart, Lord Darnley, nasceu em Temple Newsam, Leeds, em West Riding of Yorkshire, Inglaterra, em 7 de dezembro de 1545. No entanto, essa data é incerta, pois seus pais não estavam juntos no início de 1545 e uma carta de março de 1566, de Maria Rainha da Escócia, indica que Darnley tinha dezenove anos de idade. Portanto, a data 1546 parece provável. Descendente de Jaime II da Escócia e Henrique VII da Inglaterra, Darnley tinha potenciais reivindicações para os tronos escocês e inglês.
Em 1545, seu pai, Mateus Stewart, 4 º Conde de Lennox, foi considerado culpado de traição, na Escócia, para se aliar com o Inglês na Guerra do áspero que corteja, na oposição Maria de Guise e Jaime Hamilton. As propriedades escocesas da família foram confiscadas e seu pai exilou-se na Inglaterra por 22 anos, retornando à Escócia em 1564. A condessa de Lennox, Margarida Douglas, sua mãe, deixou a Escócia em 1528.
O jovem Henrique estava consciente de seu status e herança. Bem versado em latim e familiarizado com gaélico, inglês e francês, ele recebeu uma educação condizente com sua linhagem real e se destacou no canto, no alaúde e na dança. O erudito escocês John Elder estava entre seus tutores. Elder defendeu a união anglo-escocesa através do casamento de Maria, rainha da Escócia e príncipe Eduardo. Seu conselho a Henrique VIII em 1543 foi denominado Conselho de um Redshank. Outro professor da escola para o jovem herdeiro foi Arthur Lallart, que mais tarde seria interrogado em Londres por ter ido para a Escócia em 1562. Diz-se que Henrique era forte, atlético, habilidoso em equitação e armamento e apaixonado por caçar e vender. Seu caráter juvenil é capturado, de certa forma, em uma carta de março de 1554 a Maria I da Inglaterra, de Temple Newsam, onde ele escreve sobre como fazer um mapa, a Utopia Nova, e seu desejo de que "todos os aliados de meu heade sejam uma rocha feroz".

## Casamento com a rainha da Escócia

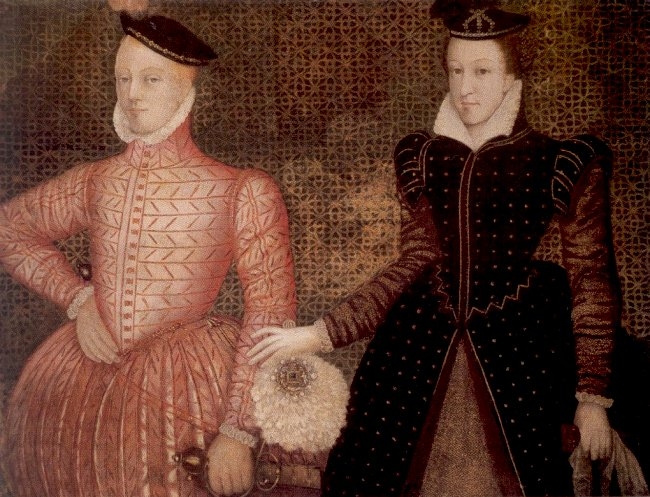
Darnley e Maria, (pintura por volta de 1565, agora em Hardwick Hall, em Derbyshire).

Em 3 de fevereiro de 1565, Darnley deixou Londres e em 12 de fevereiro estava em Edimburgo. Em 17 de fevereiro, ele se apresentou a Maria no castelo Wemyss, em Fife. James Melville, de Halhill, relatou que "Sua Majestade se deu bem com ele e disse que ele era o homem mais cobiçado e mais bem proporcionado que ela já vira". Após uma breve visita a seu pai em Dunkeld, Darnley retornou com Maria e a corte a Holyrood em 24 de fevereiro. No dia seguinte, ouviu John Knox pregar e dançou um galiar com Maria à noite. A partir de então, ele estava constantemente na companhia de Maria.
Darnley foi o primo meio-irmão de sua esposa através de dois casamentos diferentes de sua avó, Margarida Tudor, colocando Maria e Darnley no topo da sucessão do trono inglês. Darnley também era descendente de uma filha de Jaime II da Escócia, e também na linha do trono da Escócia.
Como preparação preliminar para o casamento, Darnley foi nomeado senhor de Ardmanoch e conde de Ross no castelo de Stirling em 15 de maio de 1565. Um grupo de 15 homens foi feito cavaleiro, incluindo um dos meio-irmãos de Maria, Sir Robert Stewart, Sir Robert Drummond de Carnock, Lorde Doune e William Murray de Tullibardine. Na Inglaterra, um conselho privado em questão debateu os perigos do casamento pretendido em 4 de junho de 1565. Uma de suas resoluções foi relaxar o descontentamento demonstrado por Lady Catherine Gray, outra rival de Maria Stuart pelo trono inglês.  Maria enviou John Hay, Comendador de Balmerino, para falar com Isabel; Isabel exigiu o retorno de Darnley e deu a John Hay claramente para entender sua pequena satisfação.
Em 22 de julho, Darnley foi nomeado Duque de Albany na Abadia de Holyrood, e os banimentos do casamento foram convocados na paróquia de Canongate. Uma proclamação foi feita na Cruz de Edimburgo, em 28 de julho, que o governo estaria nos nomes conjuntos do rei e da rainha dos escoceses, dando assim a Darnley igualdade e precedência sobre Maria. Isso foi confirmado na circulação de um ryal de prata nos nomes de Henrique e Maria.
Em 29 de julho de 1565, o casamento ocorreu por ritos católicos romanos na capela privada de Maria em Holyrood, mas Darnley (cujas crenças religiosas não foram corrigidas, ele foi criado como católico, mas mais tarde influenciado pelo protestantismo) se recusou a acompanhar Maria. à missa nupcial após o próprio casamento.

## Nascimento do filho
O filho de Maria e Darnley, Jaime (o futuro rei Jaime I da Inglaterra) nasceu em 19 de junho de 1566 no Castelo de Edimburgo. Ele foi batizado Carlos Jaime em 17 de dezembro de 1566 em uma cerimônia católica realizada no Castelo de Stirling. Seus padrinhos foram Carlos IX da França, Isabel I da Inglaterra e Emanuel Felisberto, duque de Saboia. Maria se recusou a deixar o arcebispo de St. Andrews, a quem ela se referia como "um padre porco", cuspir na boca da criança, como era então o costume. No entretenimento, idealizado pelo francês Bastian Pagezhomens dançavam vestidos como sátiros e caudas esportivas; os convidados ingleses se ofenderam, pensando que os sátiros "fizeram contra eles".
Após o nascimento de Jaime, a sucessão foi mais segura, mas o casamento de Darnley e Maria continuou a lutar. Darnley, no entanto, alienou muitos que de outra forma teriam sido seus apoiadores através de seu comportamento errático. Sua insistência em que ele fosse premiado com a Coroa Matrimonial ainda era uma fonte de frustração conjugal; descrito como homossexual ou bissexual, Lorde Darnley é frequentemente lembrado como amante de David Rizzio, o conselheiro italiano da rainha Maria. Thomas Randolph, embaixador inglês na corte Stuart disse sobre ambos: algumas vezes dormem juntos. Rizzio também foi descrito como "o único governador de Darnley" e como o seu conselheiro.
Posteriormente, a má relação conjugal de Darnley com Maria, seu relacionamento com Rizzio e o assassinato de Rizzio estariam ligados as estranhas circunstâncias de sua morte.

## Morte

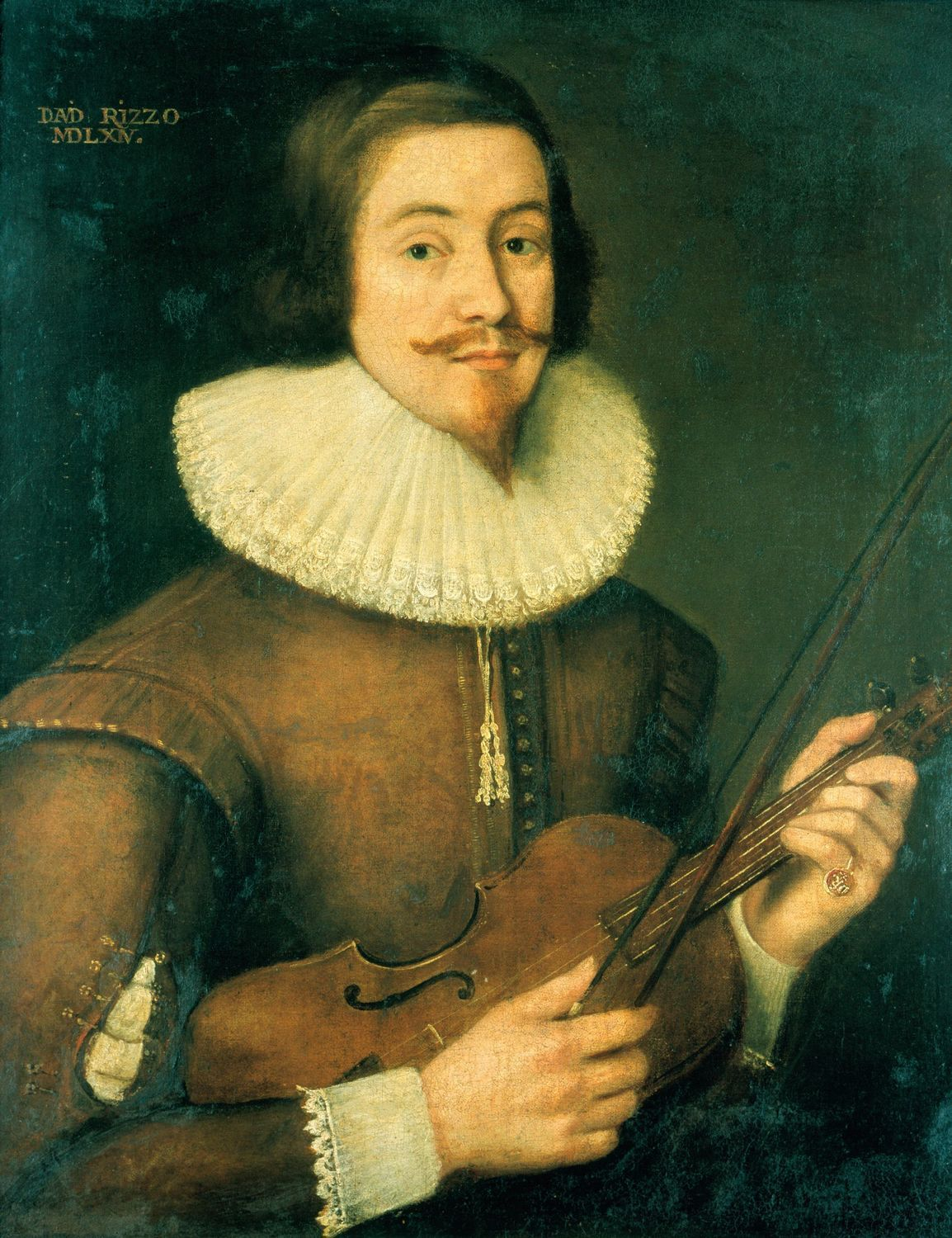
David Rizzio, amante secreto do Rei.

Darnley foi assassinado oito meses após o nascimento de Jaime. Em 9 de fevereiro de 1567, seu corpo e o de seu criado foram descobertos no pomar de Kirk o 'Field, em Edimburgo, onde estavam hospedados.
Durante as semanas que antecederam sua morte, Darnley estava se recuperando de um surto de varíola (ou, especulou-se, sífilis). Ele foi descrito como tendo torneiras deformadas no rosto e no corpo. Ele ficou com sua família em Glasgow, até que Maria o levou para se recuperar no alojamento do Old Provost em Kirk o 'Field, uma casa de dois andares dentro do quadrante da igreja, a uma curta caminhada de Holyrood, com a intenção de incorporá-lo à corte novamente.  Darnley ficou em Kirk o 'Field enquanto Maria assistia ao casamento de Bastian Pagez, um de seus servidores mais próximos, em Holyrood. Por volta das 2 horas da manhã de 10 de fevereiro de 1567, enquanto Maria estava fora, duas explosões abalaram a fundação de Kirk o 'Field. Mais tarde, essas explosões foram atribuídas a dois barris de pólvora que foram colocados na pequena sala sob os dormitórios de Darnley. O corpo de Darnley e o de seu criado William Taylor foram encontrados do lado de fora, cercados por uma capa, uma adaga, uma cadeira e um casaco. Darnley estava vestido apenas com a camisa de dormir, sugerindo que ele havia fugido com pressa do quarto.
Darnley estava aparentemente sufocado. Não havia marcas visíveis de estrangulamento ou violência no corpo. John Knox alegou que os cirurgiões que examinaram o corpo estavam mentindo e que Darnley havia sido estrangulado, mas todas as fontes concordam que não havia marcas no corpo e que não havia razão para os cirurgiões mentirem, já que Darnley foi assassinado de qualquer maneira.

## Títulos, estilos, honras e armas

Brasão de lorde Darnley, antes do casamento.

### Títulos e estilos
- 7 de dezembro de 1545 a 15 de maio de 1565: Lorde Darnley e mestre de Lennox.
- 15 de maio a 20 de julho de 1565: o conde de Ross e o senhor de Ardmanach.
- 20–28 de julho de 1565: O duque de Albany.
- 28 de julho de 1565 - 10 de fevereiro de 1567: Sua graça, o rei dos escoceses.

### Honras
- Fevereiro de 1565: Ordem de São Miguel, concedida pelo rei Carlos IX da França.

## Na cultura popular
- Douglas Walton fez o papel de Lord Darnley no filme Mary of Scotland de 1936, dirigido por John Ford e estrelado por Katharine Hepburn e Fredric March.[31]
- Timothy Dalton fez o papel de Darnley no filme de 1971, Mary, Queen of Scots, estrelado por Vanessa Redgrave. Darnley é retratado como um personagem patético que se casa com Maria como parte de uma trama de Isabel I (Glenda Jackson) para enfraquecer a reivindicação de Maria ao trono inglês. Dalton interpreta Darnley como um homem mimado que dorme com o conselheiro da rainha, David Rizzio (Ian Holm), mas depois briga com Rizzio e o assassinou por outros conspiradores (referidos no filme como os Senhores da Congregação). Darnley então lamenta a morte de seu ex-amante. Uma conspiração para assassinar Darnley é planejada e executada por Lord Bothwell (Nigel Davenport).[32]
- No programa de televisão CW, altamente ficcionalizado, Reign, que foi ao ar em 13 de outubro de 2013, Will Kemp fez o papel de Lord Darnley. Sua versão do personagem é arrogante, manipuladora e de cabeça quente, com ambições pelas coroas da Escócia e da Inglaterra. Suas ambições são complicadas, no entanto, pelo carinho latente por um amor passado e pela desconfiança de Maria por ele. Na série, Darnley é apaixonado por Lady Keira, mas é afastado dela através de intrigas de sua mãe, que o deseja casado com Maria. Ele tenta tomar a coroa matrimonial de Maria, para reinar em caso de sua morte, mas Maria se nega. Ele chega a participar de um complô com John Knox e membros do Conselho Privado para destituí-la.[33]
- Darnley é o protagonista do romance de Steven Veerapen, The Queen's Consort (Sharpe Books, 2018). Darnley é retratado como buscando a coroa escocesa para libertar sua mãe do cativeiro de Isabel I na Torre de Londres. O romance cobre a vida de Darnley de 1563 até sua morte em 1567, durante a qual ele viveu na corte de Isabel e depois na de Maria.
- Jack Lowden interpretou Darnley no filme de 2018 Mary Queen of Scots. Logo após o filme de 1971, Darnley é mostrado como fraco, alcoólatra e homossexual; como no filme anterior, ele faz sexo com o conselheiro da rainha, David Rizzio (Ismael Cruz Córdova).[34]